# Hellboy (film)
Hellboy är en amerikansk actionfilm från 2004, regisserad av Guillermo del Toro. Filmen baseras på serietidningen Hellboy: Seed of Destruction av Mike Mignola. Filmen producerades av Revolution Studios för Columbia Pictures.
Hellboy hade premiär 2004 och spelade in 60 miljoner dollar i USA och 100 miljoner dollar i resten av världen.
En uppföljare, Hellboy II: The Golden Army, hade premiär 2008.

## Handling
Baserat på seriefiguren Hellboy från serieböckerna med samma namn, handlar filmen om Hellboys ursprung och hans kamp mot ondskan på de godas sida, trots att han är en demon. När andra världskriget var i sitt slutskede försökte nazisterna desperat frammana helvetisk ondska som planerat skulle vara på deras sida. De allierade avbryter detta och Hellboy växer upp i USA där han bekämpar ondska med sina superkrafter.

## Om filmen
Hellboy är regisserad av Guillermo del Toro, efter eget manus baserat på serieböckerna med samma namn av Mike Mignola. Handlingen i filmen baseras till viss del på seriealbumen Hellboy: Seed of Destruction och The Corpse men med stora skillnader.

## Rollista (i urval)
| Ron Perlman       | – Hellboy                              |
| John Hurt         | – professor Trevor "Broom" Bruttenholm |
| Selma Blair       | – Elizabeth "Liz" Sherman              |
| Rupert Evans      | – John Myers                           |
| Karel Roden       | – Grigori Rasputin                     |
| Jeffrey Tambor    | – Tom Manning                          |
| Doug Jones        | – Abraham "Abe" Sapien                 |
| Brian Steele      | – Sammael                              |
| Ladislav Beran    | – Karl Ruprecht Kroenen                |
| Bridget Hodson    | – Ilsa Haupstein                       |
| Corey Johnson     | – agent Clay                           |
| Brian Caspe       | – agent Lime                           |
| James Babson      | – agent Moss                           |
| Stephen Fisher    | – agent Quarry                         |
| Kevin Trainor     | – Trevor "Broom" Bruttenholm (ung)     |
| David Hyde Pierce | – Abraham "Abe" Sapien (röst)          |